# جيسون ريتشاردسون
جيسون ريتشاردسون (بالإنجليزية: Jason Richardson)‏ مواليد 20 يناير 1981 في ساغيناو، هو لاعب كرة سلة أمريكي سابق بدأ مسيرته الاحترافية في سنة 2001. يبلغ طوله 6 قدم 6 بوصة (2.0 م). اعتزل اللعب في 2015.

## روابط خارجية
- جيسون ريتشاردسون على موقع إن بي أي (الإنجليزية)
- جيسون ريتشاردسون على موقع سبورتس رفرنس (الإنجليزية)
- جيسون ريتشاردسون على موقع كرة السلة الأوروبية.كوم (الإنجليزية)
- جيسون ريتشاردسون على موقع إي إس بي إن.كوم (الإنجليزية)
- جيسون ريتشاردسون على موقع كلية كرة السلة في سبورتس رفرنس.كوم (الإنجليزية)
- جيسون ريتشاردسون على موقع ريلجم (الإنجليزية)
- جيسون ريتشاردسون على موقع بروبوليرز (الإنجليزية)